# Scytalopus petrophilus
Scytalopus petrophilus là một loài chim trong họ Rhinocryptidae.